# Batalha de Locros (208 a.C.)
A Primeira Batalha de Locros foi travada em 208 a.C. entre o exército cartaginês, comandado por Aníbal, e um exército romano, liderado pelo cônsul Tito Quíncio Capitolino Crispino, na cidade de Locros, localizada em Brúcio, no extremo sul da península Itálica.

## Introdução
Durante a campanha de 209 a.C., os romanos conseguiram conquistar todos os seus objetivos estratégicos, inclusive a expulsão dos cartagineses de Salentino e a recuperação de Taranto, além de acabar com a revolta dos hirpinos e dos demais povos no norte da Apúlia que ainda eram aliados dos cartagineses. O único fracasso foi o avanço a partir da cidade de Régio. A Batalha de Caulônia, apesar de ter sido decisiva para a conquista de Taranto (por ter atraído Aníbal), não conseguiu capturar Caulônia e ainda significou a perda de todo o contingente de mercenários com mais de 8 000 homens. Em 211 a.C., os romanos haviam recuperado na área o controle da cidade de Tísia, mas, no começo do ano seguinte, Aníbal a reconquistou e Régio continuou sendo o único enclave romano em Brúcio. Depois da perda de Taranto, o porto mais importante ainda nas mãos dos cartagineses na Magna Grécia era a cidade de Locros.

## Eventos anteriores
Para a nova campanha de 208 a.C., foram eleitos dois novos cônsules, Marco Cláudio Marcelo e Tito Quíncio Capitolino Crispino. Por ter que cumprir com obrigações religiosas relacionadas à construção de dois templos em Roma e também por causa de problemas na Etrúria, Marcelo demorou para partir para o front. Crispino havia sido legado de Marcelo no Cerco de Siracusa e, em 209 a.C., havia sido pretor da Campânia.
Foram enviados três exércitos ao sul da Itália para lutar contra Aníbal. O que estava sob o comando de Fábio Máximo, em Salentino, o de Cláudio Marcelo, em Venúsia, e o de Quinto Fúlvio Flaco, na Lucânia. Crispino, já investido como cônsul, assumiu este último, dispensando Fúlvio Flaco, o mesmo que havia conseguido recuperar o controlo dos hirpinos, do interior da Lucânia e da região de Volcei, vizinha da Campânia, mas, neste caso, tudo indica que não houve combates e foi somente a sua presença e o oferecimento de perdões que levaram à vitória. Apesar de não terem havido baixas, Crispino levou consigo reforços para seu novo exército, o que indica que, possivelmente neste mesmo ano, houve um aumento nos efeitos de todos os exércitos consulares.

## Operações em Locros
Crispino, copiando a tática de Fábio Máximo em relação a Taranto, se propôs a tomar a cidade de Locros como meta de seu consulado e começou os preparativos para isto. Ordenou que fossem trazidas da Sicília diversas armas de cerco e também navios com artilharia para bombardear a fachada marítima da cidade.
Apesar disto, Aníbal, com a lição aprendida no ano anterior, rapidamente marchou até o cabo Lacínio, distante 145 quilômetros de Locros. Dali era capaz de chegar em, no máximo cinco dias de marcha forçada, qualquer ponto de seu território, o que minimizava o tempo de reação e permitia que ele soubesse rapidamente dos movimentos de seus inimigos, dando-lhe tempo para pensar em como reagir.
Sabendo disto através de Marcelo, Crispino abandonou a área de Locros e marchou para a Apúlia para se reunir a Marcelo, acampando a três milhas dele em uma região entre Venúsia e Bântia. Este movimento de Crispino fez com que Aníbal abandonasse Brúcio e se dirigisse até a região onde estavam os dois cônsules.

## Eventos posteriores
A campanha de 208 a.C. continuou na forma de diversas escaramuças na Apúlia entre os dois exércitos consulares e Aníbal, mas este, conhecedor das debilidades de seu exército nesta altura da guerra, não aceitava combater com ambos ao mesmo tempo e tentava incessantemente emboscar um deles para conseguir uma vantagem. Esta atitude defensiva fez com que os cônsules retomassem a ideia de atacar Locros, mas com contingentes diferentes dos seus. Foi convocado então Lúcio Cíncio Alimento, pretor na Sicília, para que, com sua frota, voltasse a atacar a cidade enquanto uma parte do exército de Salentino marchava através de Brúcio para cercá-la por terra. Sabendo deste último movimento, Aníbal organizou uma emboscada em Petélia com um destacamento de cavalaria e infantaria que conseguiu causar fortes baixas aos romanos, forçando-os de volta a Taranto.
Depois disto, Aníbal prosseguiu suas operações na Apúlia, onde conseguiu realizar uma nova emboscada em Venúsia na qual Cláudio Marcelo perdeu a vida e Crispino foi ferido mortalmente durante uma patrulha nos arredores do acampamento romano. Aproveitando a pausa que a perda dos dois cônsules permitiu, tentou, por meio de um ardil, tomar Salápia, mas não conseguiu. Desapontado, Aníbal voltou para Brúcio e, juntamente com o comandante da guarnição de Locros, Magão, enfrentou o pretor Cíncio Alimento na Segunda Batalha de Locros, que, novamente, colocou em fuga os romanos.